# Brian Conacher
Brian Kennedy Conacher, född 31 augusti 1941, är en kanadensisk före detta professionell ishockeyforward som tillbringade fem säsonger i den nordamerikanska ishockeyligan National Hockey League (NHL), där han spelade för Toronto Maple Leafs och Detroit Red Wings. Han producerade 56 poäng (28 mål och 28 assists) samt drog på sig 84 utvisningsminuter på 155 grundspelsmatcher.
Han spelade också för Ottawa Nationals i World Hockey Association (WHA); Rochester Americans i American Hockey League (AHL); Fort Worth Wings i Central Hockey League (CHL) samt Toronto Marlboros i OHA-Jr.
Conacher vann Stanley Cup för säsongen 1966–1967.
Han är son till Lionel Conacher; brorson till Charlie Conacher och Roy Conacher samt kusin till Pete Conacher och Murray Henderson.

## Statistik
| Källa: Utv = Utvisningsminuter | Källa: Utv = Utvisningsminuter | Källa: Utv = Utvisningsminuter |                           | Grundserie                | Grundserie                | Grundserie                | Grundserie                | Grundserie                |                           | Slutspel                  | Slutspel                  | Slutspel                  | Slutspel                  | Slutspel    |
| Säsong                         | Lag                            | Liga                           | Matcher                   | Mål                       | Assists                   | Poäng                     | Utv                       | Matcher                   | Mål                       | Assists                   | Poäng                     | Utv                       |                           |             |
| ------------------------------ | ------------------------------ | ------------------------------ | ------------------------- | ------------------------- | ------------------------- | ------------------------- | ------------------------- | ------------------------- | ------------------------- | ------------------------- | ------------------------- | ------------------------- | ------------------------- | ----------- |
| 1958–1959                      | Toronto Marlboros              | OHA-Jr.                        | 6                         | 0                         | 1                         | 1                         | 2                         | 3                         | 0                         | 2                         | 2                         | 0                         |                           |             |
| 1959–1960                      | Toronto Marlboros              | OHA-Jr.                        | 32                        | 17                        | 16                        | 33                        | 2                         | 3                         | 0                         | 0                         | 0                         | 2                         |                           |             |
| 1960–1961                      | Toronto Marlboros              | OHA-Jr.                        | 5                         | 1                         | 5                         | 6                         | 4                         | —                         | —                         | —                         | —                         | —                         |                           |             |
| 1961–1962                      | Toronto Maple Leafs            | NHL                            | 1                         | 0                         | 0                         | 0                         | 0                         | —                         | —                         | —                         | —                         | —                         |                           |             |
|                                | Rochester Americans            | AHL                            | 3                         | 0                         | 0                         | 0                         | 2                         | —                         | —                         | —                         | —                         | —                         |                           |             |
|                                | Toronto Marlboros              | MJAL                           | 25                        | 12                        | 27                        | 39                        | 4                         | 12                        | 7                         | 8                         | 15                        | 18                        |                           |             |
| 1962–1963                      | Western Mustangs               | CIAU                           | Statistik ej tillgänglig. | Statistik ej tillgänglig. | Statistik ej tillgänglig. | Statistik ej tillgänglig. | Statistik ej tillgänglig. | Statistik ej tillgänglig. | Statistik ej tillgänglig. | Statistik ej tillgänglig. | Statistik ej tillgänglig. | Statistik ej tillgänglig. | Statistik ej tillgänglig. |             |
| 1963–1964                      | Western Mustangs               | CIAU                           | Statistik ej tillgänglig. | Statistik ej tillgänglig. | Statistik ej tillgänglig. | Statistik ej tillgänglig. | Statistik ej tillgänglig. | Statistik ej tillgänglig. | Statistik ej tillgänglig. | Statistik ej tillgänglig. | Statistik ej tillgänglig. | Statistik ej tillgänglig. | Statistik ej tillgänglig. |             |
|                                | Kanadas herrlandslag           |                                | Statistik ej tillgänglig. | Statistik ej tillgänglig. | Statistik ej tillgänglig. | Statistik ej tillgänglig. | Statistik ej tillgänglig. | Statistik ej tillgänglig. | Statistik ej tillgänglig. | Statistik ej tillgänglig. | Statistik ej tillgänglig. | Statistik ej tillgänglig. | Statistik ej tillgänglig. |             |
| 1964–1965                      | Western Mustangs               | CIAU                           | 7                         | 6                         | 7                         | 13                        | 24                        | —                         | —                         | —                         | —                         | —                         |                           |             |
|                                | Kanadas herrlandslag           |                                | Statistik ej tillgänglig. | Statistik ej tillgänglig. | Statistik ej tillgänglig. | Statistik ej tillgänglig. | Statistik ej tillgänglig. | Statistik ej tillgänglig. | Statistik ej tillgänglig. | Statistik ej tillgänglig. | Statistik ej tillgänglig. | Statistik ej tillgänglig. | Statistik ej tillgänglig. |             |
| 1965–1966                      | Toronto Maple Leafs            | NHL                            | 2                         | 0                         | 0                         | 0                         | 2                         | —                         | —                         | —                         | —                         | —                         |                           |             |
|                                | Rochester Americans            | AHL                            | 69                        | 14                        | 16                        | 30                        | 66                        | 12                        | 6                         | 0                         | 6                         | 18                        |                           |             |
| 1966–1967                      | Toronto Maple Leafs            | NHL                            | 66                        | 14                        | 13                        | 27                        | 47                        | 12                        | 3                         | 2                         | 5                         | 21                        |                           |             |
| 1967–1968                      | Toronto Maple Leafs            | NHL                            | 64                        | 11                        | 14                        | 25                        | 31                        | —                         | —                         | —                         | —                         | —                         |                           |             |
|                                | Rochester Americans            | AHL                            | 5                         | 2                         | 2                         | 4                         | 6                         | —                         | —                         | —                         | —                         | —                         |                           |             |
| 1968–1969                      | Kanadas herrlandslag           |                                | Statistik ej tillgänglig. | Statistik ej tillgänglig. | Statistik ej tillgänglig. | Statistik ej tillgänglig. | Statistik ej tillgänglig. | Statistik ej tillgänglig. | Statistik ej tillgänglig. | Statistik ej tillgänglig. | Statistik ej tillgänglig. | Statistik ej tillgänglig. | Statistik ej tillgänglig. |             |
| 1969–1970                      | Kanadas herrlandslag           |                                | Statistik ej tillgänglig. | Statistik ej tillgänglig. | Statistik ej tillgänglig. | Statistik ej tillgänglig. | Statistik ej tillgänglig. | Statistik ej tillgänglig. | Statistik ej tillgänglig. | Statistik ej tillgänglig. | Statistik ej tillgänglig. | Statistik ej tillgänglig. | Statistik ej tillgänglig. |             |
| 1970–1971                      | Kanadas herrlandslag           |                                | Statistik ej tillgänglig. | Statistik ej tillgänglig. | Statistik ej tillgänglig. | Statistik ej tillgänglig. | Statistik ej tillgänglig. | Statistik ej tillgänglig. | Statistik ej tillgänglig. | Statistik ej tillgänglig. | Statistik ej tillgänglig. | Statistik ej tillgänglig. | Statistik ej tillgänglig. |             |
| 1971–1972                      | Detroit Red Wings              | NHL                            | 22                        | 3                         | 1                         | 4                         | 4                         | —                         | —                         | —                         | —                         | —                         |                           |             |
|                                | Fort Worth Wings               | CHL                            | 40                        | 13                        | 13                        | 26                        | 4                         | 7                         | 3                         | 2                         | 5                         | 4                         |                           |             |
| 1972–1973                      | Ottawa Nationals               | WHA                            | 69                        | 8                         | 19                        | 27                        | 32                        | 5                         | 1                         | 3                         | 4                         | 4                         |                           |             |
| 1973–1974                      | Spelade ej.                    | Spelade ej.                    | Spelade ej.               | Spelade ej.               | Spelade ej.               | Spelade ej.               | Spelade ej.               | Spelade ej.               | Spelade ej.               | Spelade ej.               | Spelade ej.               | Spelade ej.               | Spelade ej.               | Spelade ej. |
| 1974–1975                      | Spelade ej.                    | Spelade ej.                    | Spelade ej.               | Spelade ej.               | Spelade ej.               | Spelade ej.               | Spelade ej.               | Spelade ej.               | Spelade ej.               | Spelade ej.               | Spelade ej.               | Spelade ej.               | Spelade ej.               | Spelade ej. |
| 1975–1976                      | Mohawk Valley Comets           | NAHL                           | 3                         | 2                         | 1                         | 3                         | 2                         | —                         | —                         | —                         | —                         | —                         |                           |             |
| NHL totalt                     | NHL totalt                     | NHL totalt                     | 155                       | 28                        | 28                        | 56                        | 84                        | 12                        | 3                         | 2                         | 5                         | 21                        |                           |             |
| AHL totalt                     | AHL totalt                     | AHL totalt                     | 77                        | 16                        | 18                        | 34                        | 74                        | 12                        | 6                         | 0                         | 6                         | 18                        |                           |             |
| OHA-Jr. totalt                 | OHA-Jr. totalt                 | OHA-Jr. totalt                 | 43                        | 18                        | 22                        | 40                        | 8                         | 6                         | 0                         | 2                         | 2                         | 2                         |                           |             |

### Internationellt
| Källa:        | Källa:        | Källa:        |         | Utv = Utvisningsminuter | Utv = Utvisningsminuter | Utv = Utvisningsminuter | Utv = Utvisningsminuter | Utv = Utvisningsminuter |
| År            | Lag           | Mästerskap    | Matcher | Mål                     | Assists                 | Poäng                   | Utv                     |                         |
| ------------- | ------------- | ------------- | ------- | ----------------------- | ----------------------- | ----------------------- | ----------------------- | ----------------------- |
| 1964          | Kanada        | OS            | 7       | 7                       | 1                       | 8                       | 6                       |                         |
| 1965          | Kanada        | VM            | 7       | 1                       | 3                       | 4                       | 6                       |                         |
| Senior totalt | Senior totalt | Senior totalt | 14      | 8                       | 4                       | 12                      | 12                      |                         |